# Rue Cluseret
La rue Cluseret est une voie publique de la commune de Suresnes, dans le département français des Hauts-de-Seine.

## Situation et accès

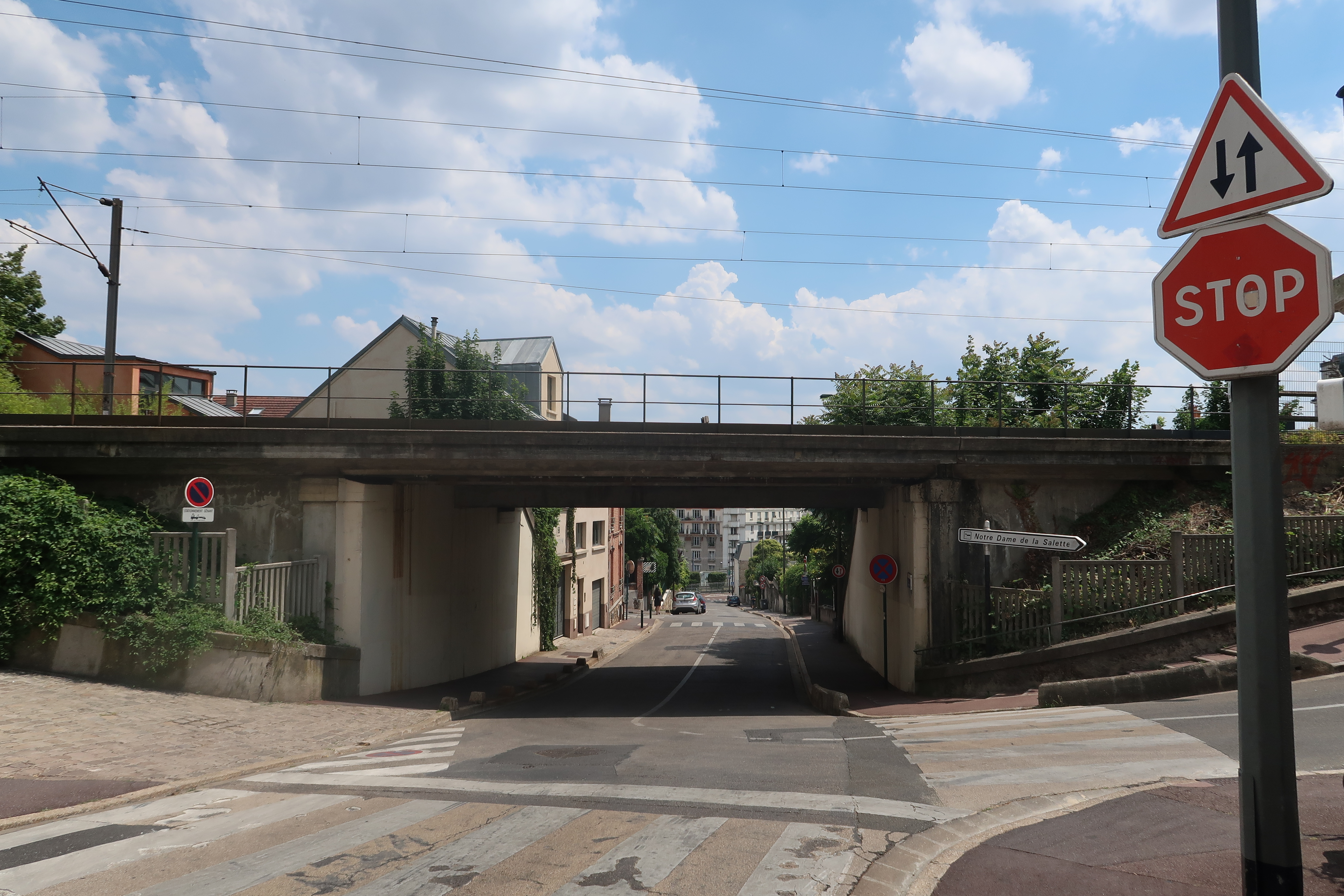
Petit pont ferroviaire.

Marquée par un fort dénivelé, lié à la présence du mont Valérien, la rue Cluseret commence au croisement du boulevard Washington et du boulevard du Maréchal-de-Lattre-de-Tassigny, au niveau de l'entrée du parc des Landes, et se termine à l'intersection avec la rue des Carrières. Elle croise successivement la rue du Tertre, la rue des Terres-Blanches, la rue des Raguidelles, la rue Worth, l'impasse des Vignerons et la rue de la Cerisaie.
Sa desserte se fait par la gare de Suresnes-Longchamp, sur la ligne 2 du tramway d'Île-de-France.
Au niveau de la rue des Raguidelles, la rue passe brièvement sous un petit pont, autrefois appelé pont de la Groue, reconstruit depuis, sur lequel circule la ligne L du Transilien.

## Origine du nom
Ses anciens noms, chemin de la Grou (1855) puis rue de la Groue (1867), faisaient référence à la groue, une terre pierreuse favorable à la culture du vin, en lien avec l'histoire viticole de Suresnes, et dont témoigne aussi l'impasse des Sommeliers-de-la-Groue située dans les environs. Lors d'une délibération du conseil municipal de Suresnes présidée par le maire Victor Diederich et préparée en séance de la Commission de Voirie en décembre 1907, elle est renommée le 31 janvier 1908 en hommage au général et homme politique Gustave Paul Cluseret (1823-1900), né à Suresnes et dont la maison familiale se trouvait 21 rue de Saint-Cloud.

## Historique, bâtiments remarquables et lieux de mémoire

Vues historiques
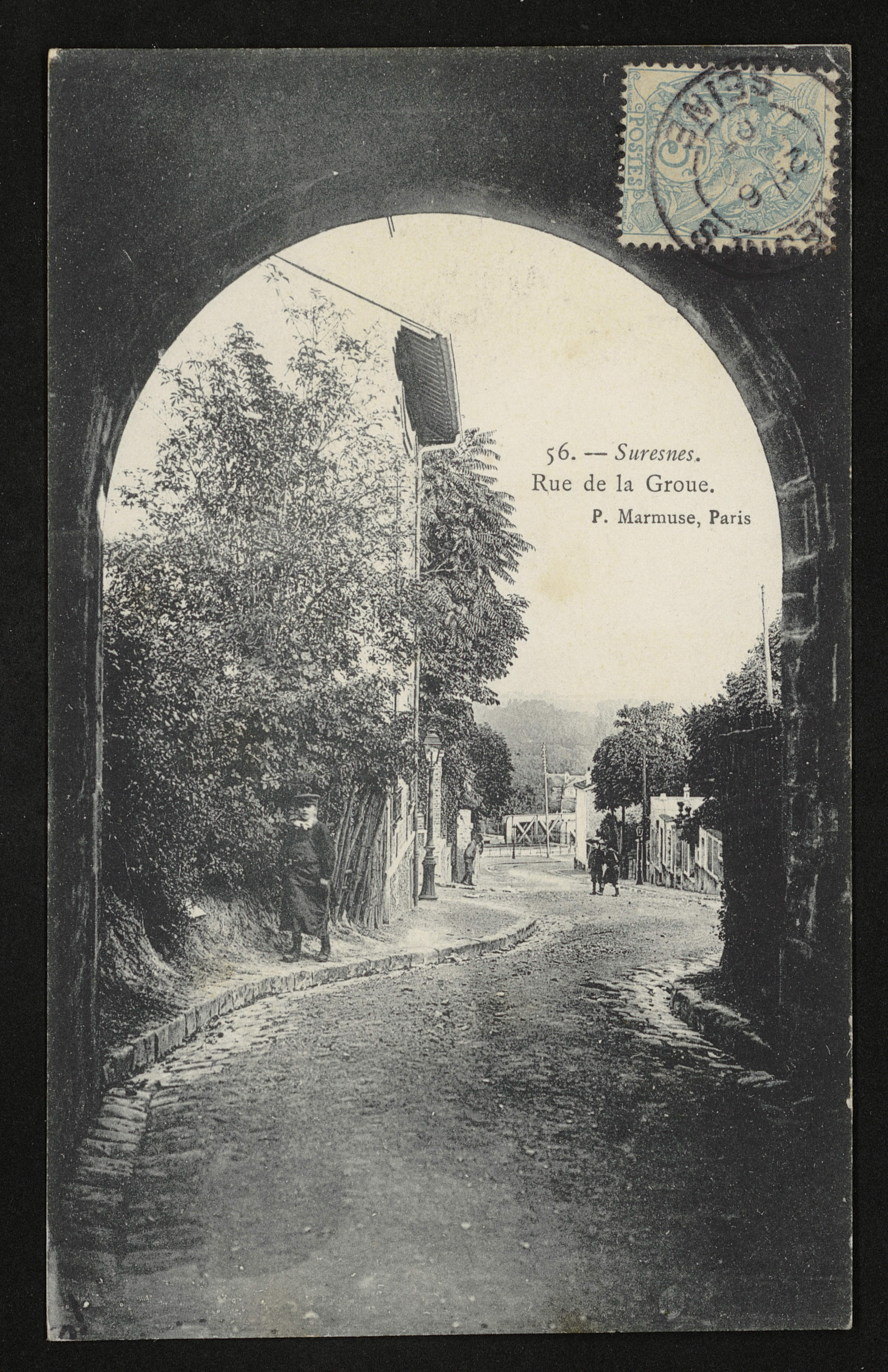
Le premier pont.
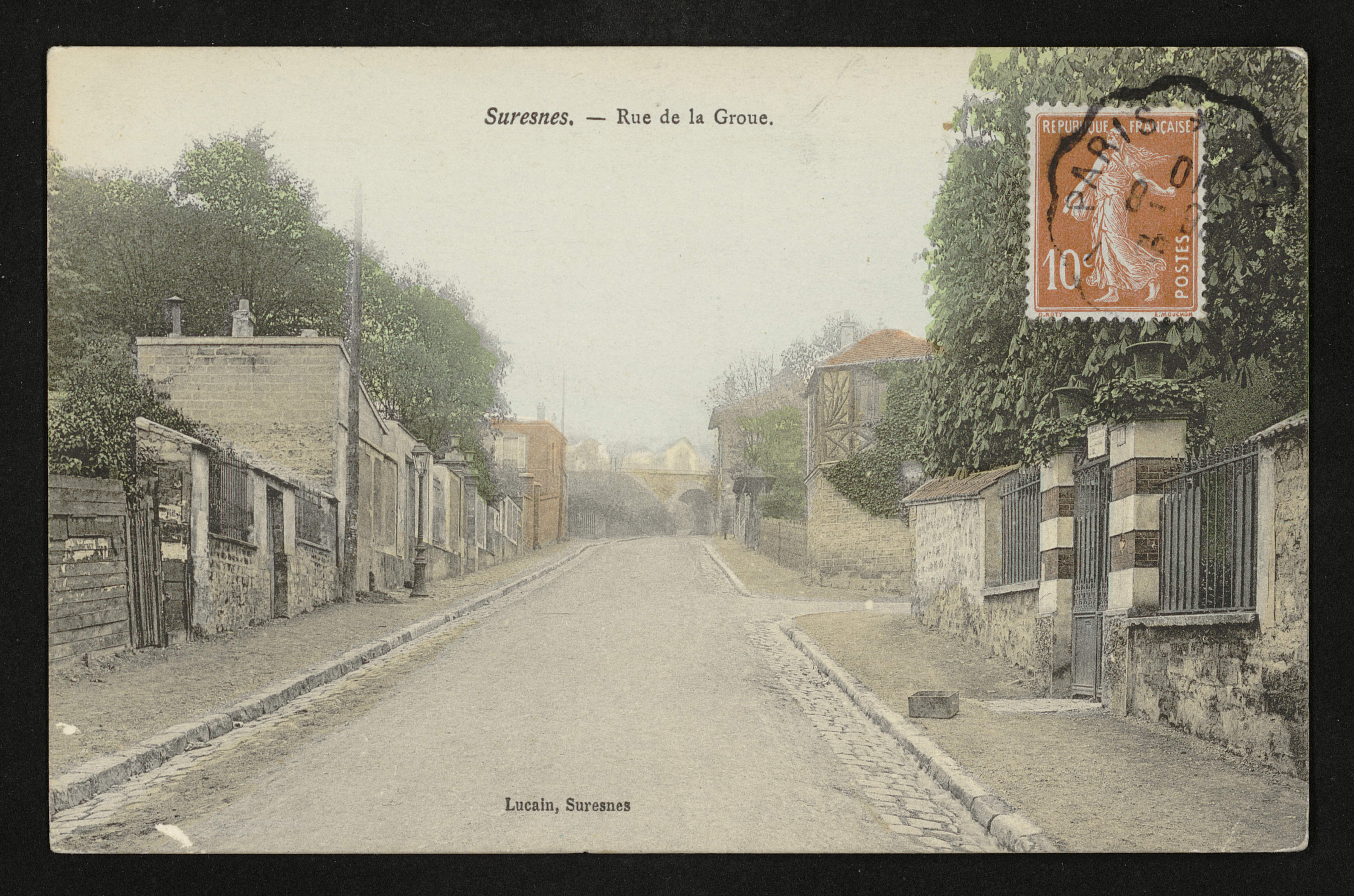
La rue de la Groue.

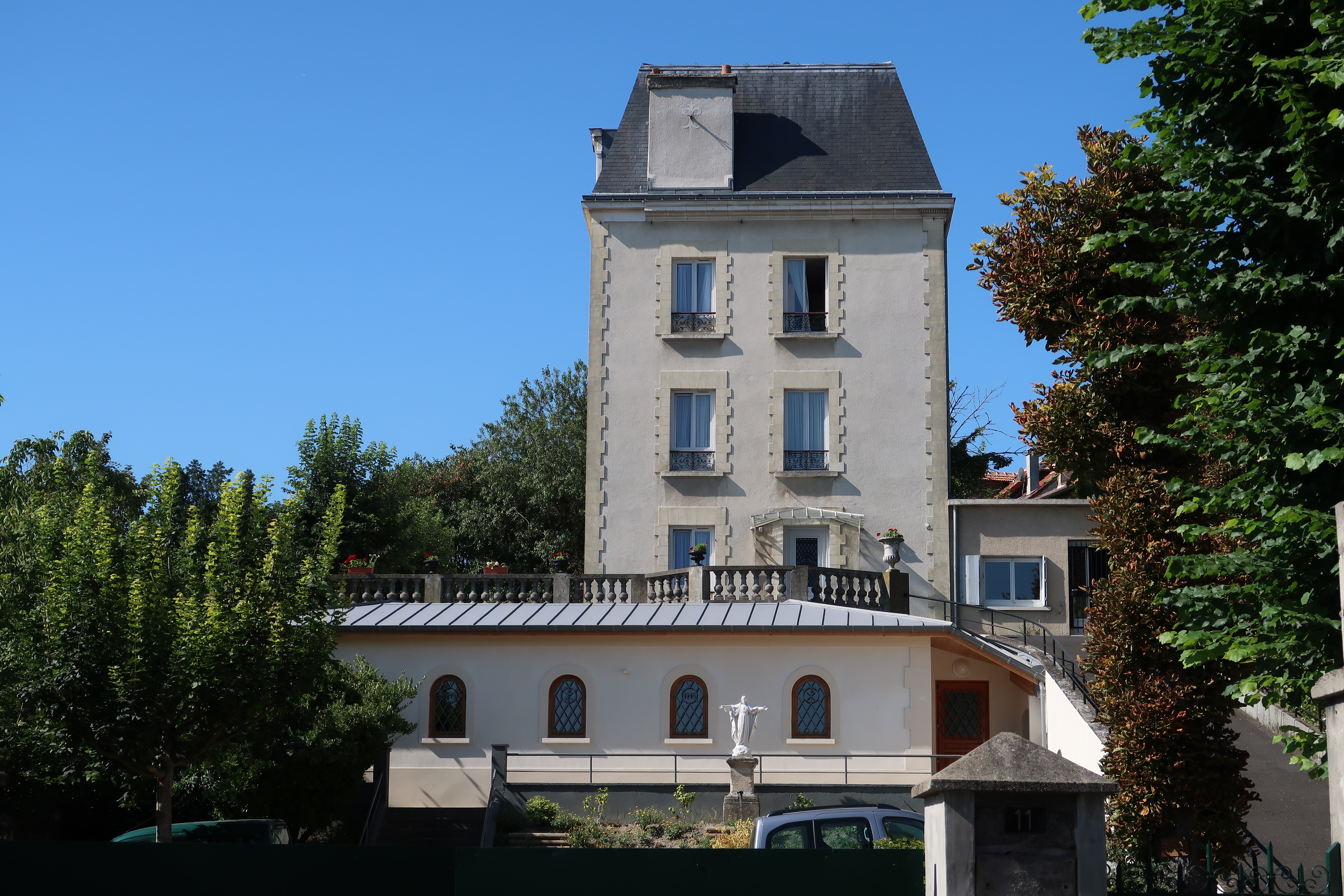
Fraternité sacerdotale Saint-Pie-X.

- Au no 11 se trouve le siège du district de France de la Fraternité sacerdotale Saint-Pie-X. Cette propriété comprend une chapelle, en service[4], et dédiée au rite tridentin.
- C'est au no 37 de cette rue qu'habitait Chapour Bakhtiar, ancien Premier ministre d'Iran, lorsqu'il fut assassiné en 1991, avec son secrétaire[5],[6],[7].
- Cimetière américain de Suresnes.
- Parc des Landes.